# Grégoire VI (antipape)
Pour les articles homonymes, voir Grégoire VI.
Lors de la mort du pape Serge IV en juin 1012, "un certain Grégoire" s'opposa au parti de Theophylae (qui élu le pape Benoît VIII contre lui), et s'adjugea le siège papal, apparemment soutenu par une petite faction. Grégoire VI fut le premier à se déclarer pape, comme successeur du pape Sergius, et l'annonce de Benoît VIII ne vint qu'ensuite.
Rapidement expulsé de Rome, Grégoire parvint en Germanie, et quémanda le support de l'empereur Henri II (25 décembre 1012). Ce monarque, néanmoins, après lui avoir promis que sa situation serait attentivement étudiée selon le droit canon et la loi romaine, lui pris les insignes papaux qu'il portait, et lui enjoint de cesser d'agir comme pape entretemps. Après quoi l'histoire ne sait rien de plus sur ce "certain Grégoire".
Sur Benoît VIII, l'encyclopédie catholique a ces mots en référence à Grégoire : "…bien que laïc, il fut imposé sur le trône de Pierre de force, le 18 mai 1012. Néanmoins, délogeant un rival, il devint un souverain bon et fort…"

## Référence
- (en) Cet article est partiellement ou en totalité issu de l’article de Wikipédia en anglais intitulé « Antipope Gregory VI » (voir la liste des auteurs).